# Вота (Північна Кароліна)
Вота (англ. Watha) — місто (англ. town) в США, в окрузі Пендер штату Північна Кароліна. Населення — 181 особа (2020).

## Географія
Вота розташована за координатами 34°39′7″ пн. ш. 77°57′30″ зх. д. / 34.65194° пн. ш. 77.95833° зх. д. (34.651954, -77.958373).  За даними Бюро перепису населення США в 2010 році місто мало площу 3,30 км², уся площа — суходіл.

## Демографія
Згідно з переписом 2010 року, у місті мешкало 190 осіб у 76 домогосподарствах у складі 48 родин. Густота населення становила 58 осіб/км².  Було 86 помешкань (26/км²).
Расовий склад населення:
| - 84,7 % — білих - 7,9 % — чорних або афроамериканців - 0,5 % — корінних американців - 5,3 % — осіб інших рас |

До двох чи більше рас належало 1,6 %. Частка іспаномовних становила 7,4 % від усіх жителів.
За віковим діапазоном населення розподілялося таким чином: 24,2 % — особи молодші 18 років, 61,1 % — особи у віці 18—64 років, 14,7 % — особи у віці 65 років та старші. Медіана віку мешканця становила 43,3 року. На 100 осіб жіночої статі у місті припадало 77,6 чоловіків;  на 100 жінок у віці від 18 років та старших — 82,3 чоловіків також старших 18 років.
Середній дохід на одне домашнє господарство  становив 43 153 долари США (медіана — 38 125), а середній дохід на одну сім'ю — 47 426 доларів (медіана — 45 455). За межею бідності перебувало 16,7 % осіб, у тому числі 21,6 % дітей у віці до 18 років та 11,1 % осіб у віці 65 років та старших.
Цивільне працевлаштоване населення становило 87 осіб. Основні галузі зайнятості: роздрібна торгівля — 28,7 %, будівництво — 12,6 %, сільське господарство, лісництво, риболовля — 10,3 %, виробництво — 9,2 %.